# Bobrowniki (powiat sieradzki)
Bobrowniki – wieś w Polsce, położona w województwie łódzkim, w powiecie sieradzkim, w gminie Sieradz. 
| SIMC    | Nazwa    | Rodzaj                 |
| ------- | -------- | ---------------------- |
| 0713250 | Okopy    | część wsi (do 2023 r.) |
| 0713266 | Podbór   | część wsi              |
| 0713272 | Porzecze | część wsi              |

Prywatna wieś szlachecka położona była w drugiej połowie XVI wieku w powiecie sieradzkim województwa sieradzkiego. W latach 1975–1998 miejscowość należała administracyjnie do województwa sieradzkiego.